# Rhammatocerus alticola
Rhammatocerus alticola är en insektsart som först beskrevs av Morgan Hebard 1923.  Rhammatocerus alticola ingår i släktet Rhammatocerus och familjen gräshoppor. Inga underarter finns listade i Catalogue of Life.